# Adelina Chilica
Adelina Chilica   () és una professora i polític angolesa. Afiliada al Moviment Popular per l'Alliberament d'Angola (MPLA), és diputada d'Angola per la província de Moxico des del 28 de setembre de 2017.
El 1976, Chilico es va unir a les Forças Armadas de Libertação de Angola (Forces Armades per a l'Alliberament d'Angola). Es va llicenciar en geografia i va ensenyar a Luchazes, on també va començar la seva carrera política com a secretària municipal el 1979. Del 2009 al 2011 va ser l'administradora municipal de Luchazes.
A l'Assemblea Nacional, Chilico va ser nomenada membre de la Comissió de Defensa, Seguretat, Ordre Intern, Antics Combatents i Veterans de la Pàtria.